# Árapálysíkság

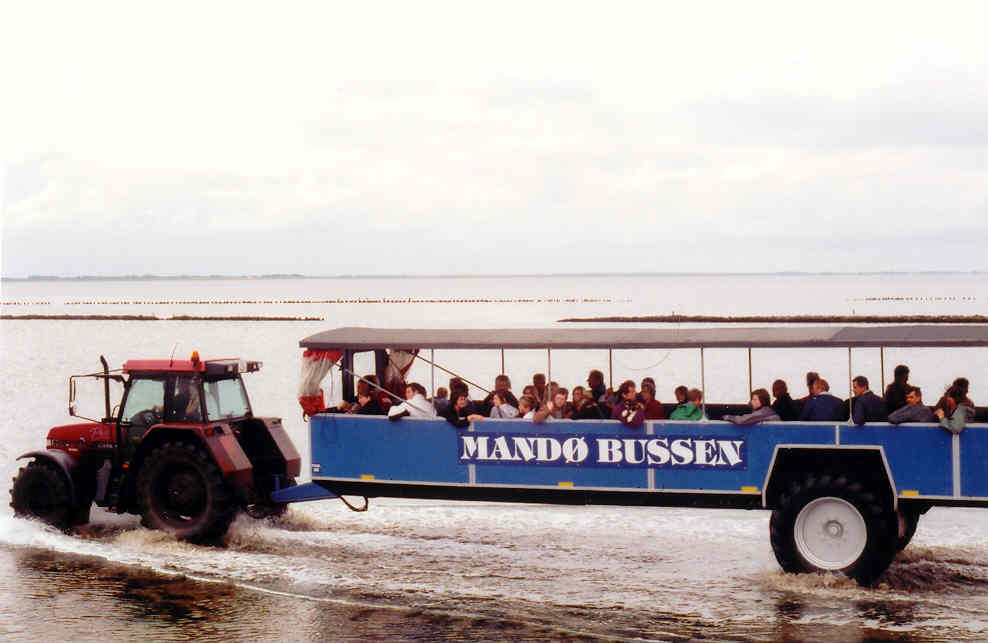
Kirándulók a dániai Watt-vidéken

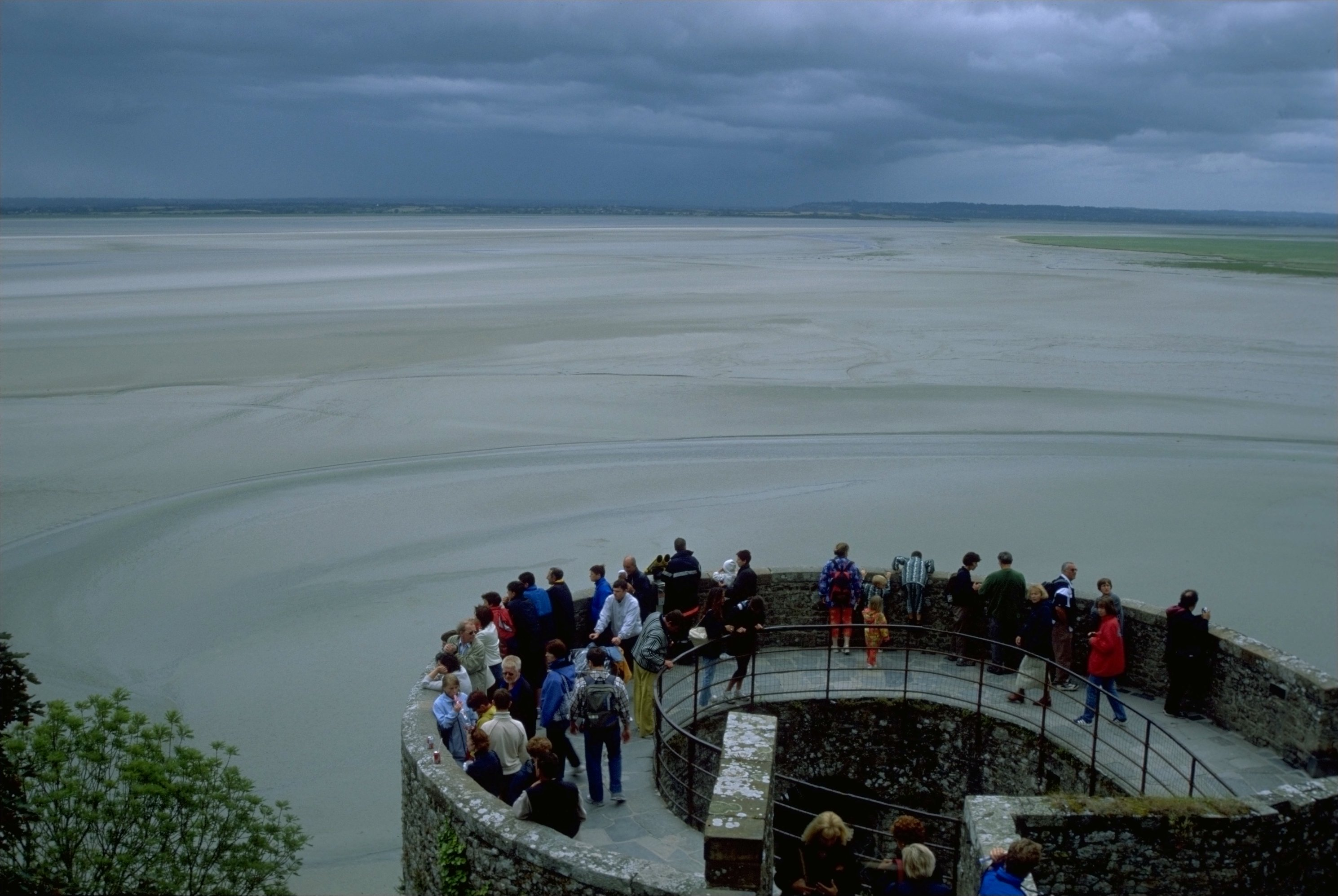
Árapálysíkság látképe Mont-Saint-Michel egyik tornyából

Az árapálysíkság (vagy német szóval watt, watt-vidék) a tengerparti síkság olyan része, amely az árapály tevékenységnek következtében rendszeresen naponta kétszer dagálykor víz alá kerül, és naponta kétszer apálykor szárazra.

## Európa

### Watt-tenger
Az intenzív árapály-tevékenység következtében Európa és egyben a Föld legnagyobb összefüggő árapálysíksága az Északi-tenger partvidékén több mint 500 kilométer hosszan Dánia északi csücskétől Hollandia nyugati határáig húzódik. A tenger, illetve tengerpart ezen részét Watt-tengernek nevezik (német: Wattenmeer, holland: Waddenzee, dán: Vadehavet). A Watt-tengeri árapálysíkság átlagszélessége 10 kilométer, összterülete pedig meghaladja a 8000 négyzetkilométert. A terület szinte teljes egészében természetvédelem alatt áll. Itt, Európa utolsó természetes formájukban megmaradt tájain, találhatók Németország és Dánia legnagyobb és legjelentősebb nemzeti parkjai.

### Európa
Európában találunk még kisebb-nagyobb árapálysíkságokat Franciaország Bretagne-i és normandiai tengerpartján is. Ilyen például a Világörökség listáján található Mont-Saint-Michel tengeröble és Olaszországban a Velencei-lagúna kb. 400 km²-nyi területe.

## Európán kívül
A világ második legnagyobb árapálysíkságát a Sárga-tenger partvidékén, Koreában találjuk. Ez a Szemangum (Saemangeum).
Találunk még árapálysíkságokat a szubtrópusi és trópusi tengerpartokon is, ezek a jellegzetes mangroveerdők.